# Чемпіонат України з пляжного футболу 2011
Чемпіонат України з пляжного футболу 2011 — дев'ятий чемпіонат України з пляжного футболу, що відбувся 10—14 серпня 2011 у Києві на стадіоні в Гідропарку за участю 8 команд. Переможець — «Євроформат» (Київ).

## Перебіг
Група «А»:
1. «Глорія-Клумба» (Одеса) — 7 очок
2. «Метробуд» (Київ) — 5
3. «Вибір» (Дніпропетровськ) — 3
4. «Динамо-Юніон» (Київ) — 0

Група «Б»:
1. «Майндшер» (Київ) — 9
2. «Євроформат» (Київ) — 6
3. «Лукас» (Кременчук) — 3
4. «Артур М'юзік» (Київ) — 0[1].

Півфінали:
- «Євроформат» — «Глорія-Клумба» — 3:0
- «Майндшер» — «Метробуд» — 5:2

За 3-є місце: «Метробуд» — «Глорія-Клумба» — 7:2
Фінал: «Євроформат» — «Майндшер» — 6:2